# Hyūga (Miyazaki)
Hyūga (日向市 Hyūga-shi?) es una ciudad  en la prefectura de Miyazaki, Japón. La ciudad fue fundada el 1 de abril de 1951, con la fusión conjunta de Tomishima Town y Iwawaki Village.
A 1  de junio de  2019, la ciudad tiene una población estimada de 60.037 por lo que es la cuarta ciudad más grande de la prefectura de Miyazaki. Tiene una densidad de población de 178 personas por km² y un área total de 336.94 km². 
El 25 de febrero de 2006, la ciudad de Tōgō (del distrito de Higashiusuki) se fusionó con Hyūga. 
Hyūga es una ciudad portuaria conocida por la producción de piedras Go y por sus playas, muchas de las cuales son lugares populares para surfear.

## Demografía
A 2015 de 11, Hyūga tenía una población total de 63.011 personas; 30,150 hombres y 32,861 mujeres.

## Clima
Hyūga se encuentra en la zona climática subtropical húmeda (clasificación climática de Köppen: Cfa), exhibiendo cuatro estaciones distintas. Tiene un clima subtropical templado pero húmedo sin estación seca. El clima es comparable a las zonas costeras del sur de los Estados Unidos o el sur de Europa. La temperatura promedio durante el día durante el verano es de aproximadamente 30  ° C (86  ° F) con 80% de humedad. La temperatura promedio durante el día en invierno es de aproximadamente 13  ° C (56  ° F) con 60% de humedad. El comienzo del verano está marcado con la temporada de lluvias en junio y julio. A esto le sigue un verano cálido y húmedo y un sol diario, pero a menudo se acompaña de tifones. El invierno es templado con pequeñas cantidades de lluvia.
| Parámetros climáticos promedio de Hyūga, Miyazaki | Parámetros climáticos promedio de Hyūga, Miyazaki | Parámetros climáticos promedio de Hyūga, Miyazaki | Parámetros climáticos promedio de Hyūga, Miyazaki | Parámetros climáticos promedio de Hyūga, Miyazaki | Parámetros climáticos promedio de Hyūga, Miyazaki | Parámetros climáticos promedio de Hyūga, Miyazaki | Parámetros climáticos promedio de Hyūga, Miyazaki | Parámetros climáticos promedio de Hyūga, Miyazaki | Parámetros climáticos promedio de Hyūga, Miyazaki | Parámetros climáticos promedio de Hyūga, Miyazaki | Parámetros climáticos promedio de Hyūga, Miyazaki | Parámetros climáticos promedio de Hyūga, Miyazaki | Parámetros climáticos promedio de Hyūga, Miyazaki |
| Mes                                               | Ene.                                              | Feb.                                              | Mar.                                              | Abr.                                              | May.                                              | Jun.                                              | Jul.                                              | Ago.                                              | Sep.                                              | Oct.                                              | Nov.                                              | Dic.                                              | Anual                                             |
| ------------------------------------------------- | ------------------------------------------------- | ------------------------------------------------- | ------------------------------------------------- | ------------------------------------------------- | ------------------------------------------------- | ------------------------------------------------- | ------------------------------------------------- | ------------------------------------------------- | ------------------------------------------------- | ------------------------------------------------- | ------------------------------------------------- | ------------------------------------------------- | ------------------------------------------------- |
| Temp. máx. media (°C)                             | 12.3                                              | 13.2                                              | 16.1                                              | 20.7                                              | 24.0                                              | 26.2                                              | 30.3                                              | 31.1                                              | 28.4                                              | 24.1                                              | 19.3                                              | 14.4                                              | 21.7                                              |
| Temp. media (°C)                                  | 6.7                                               | 7.8                                               | 10.9                                              | 15.5                                              | 19.3                                              | 22.4                                              | 26.2                                              | 26.8                                              | 24.0                                              | 18.9                                              | 13.8                                              | 8.7                                               | 16.8                                              |
| Temp. mín. media (°C)                             | 1.9                                               | 2.8                                               | 5.9                                               | 10.6                                              | 15.0                                              | 19.2                                              | 22.9                                              | 23.5                                              | 20.5                                              | 14.8                                              | 9.4                                               | 3.9                                               | 12.5                                              |
| Precipitación total (mm)                          | 60.1                                              | 93.8                                              | 166.1                                             | 226.8                                             | 266.0                                             | 439.5                                             | 256.9                                             | 266.2                                             | 343.9                                             | 221.6                                             | 115.2                                             | 63.6                                              | 2519.7                                            |
| Nevadas (cm)                                      | 0                                                 | 0                                                 | 0                                                 | 0                                                 | 0                                                 | 0                                                 | 0                                                 | 0                                                 | 0                                                 | 0                                                 | 0                                                 | 0                                                 | 0                                                 |
| Horas de sol                                      | 190.2                                             | 172.3                                             | 182.4                                             | 187.2                                             | 171.5                                             | 112.2                                             | 182.4                                             | 194.3                                             | 164.5                                             | 184.5                                             | 167.1                                             | 185.8                                             | 2094.4                                            |
| Fuente: Japan Meteorological Agency(1976-2015)    |                                                   |                                                   |                                                   |                                                   |                                                   |                                                   |                                                   |                                                   |                                                   |                                                   |                                                   |                                                   |                                                   |